# Rozendo Moniz Barreto

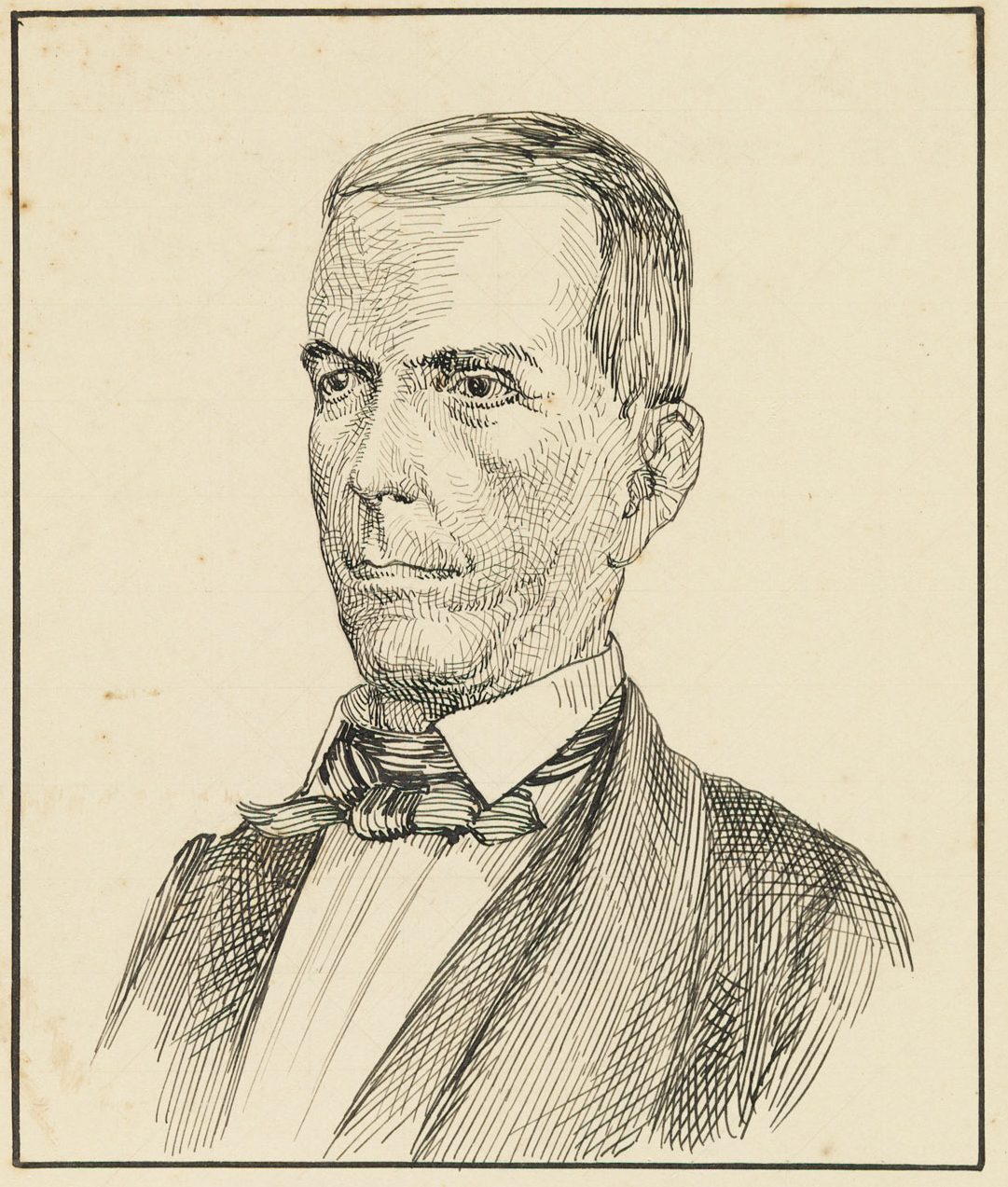
O repentista Francisco Moniz Barreto (1804-1868), pai de Rozendo.

Rozendo Moniz Barreto (1 de março de 1845, Salvador/BA - 1 de março de 1897, Rio de Janeiro). Médico, poeta, militar, escritor, crítico literário e professor da Escola de Belas Artes e do externato e Colégio Pedro II (Ginásio Nacional), no Rio de Janeiro. Doutor em Medicina pela Faculdade de Medicina do Rio de Janeiro, chefe da Seção da Secretaria de Estado dos Negócios da Agricultura, Oficial da Imperial Ordem da Rosa, condecorado com a Medalha da Campanha do Paraguai, Primeiro cirurgião honorário da armada,  membro adjunto da Comissão Superior da Exposição Nacional, sócio do Instituto Histórico e Geográfico Brasileiro,  sócio da Imperial Sociedade de Amantes da Instrução, Sócio da Sociedade Auxiliadora da Indústria Nacional, membro da Real Academia das Ciências de Lisboa e sócio da Associação Brasileira de Aclimação.  Rozendo, imprimia em seus escritos uma linguagem notadamente impressionista. 

## Vida
Filho do repentista e militar baiano Francisco Moniz Barreto (1804–1868) e Dona Mariana de Barros Moniz Barreto, Rozendo veio ao mundo em 1 de março de 1845, na cidade de Salvador/BA, no décimo ano de casamento de seus pais. Ele era irmão do poeta e violinista Francisco Moniz Barreto Filho (1836–1901).  Rozendo fez os primeiros estudos em Salvador. Concluindo os preparatórios, ele ingressou na Faculdade de Medicina do Rio de Janeiro, onde estudou até o quarto ano médico (em 1866), quando interrompeu o curso de medicina e alistou-se como voluntário para participar da Guerra do Paraguai (1864–1870), onde serviu no corpo de saúde.
Deixando o exército, ele regressou ao Rio de Janeiro, e retomou seus estudos na faculdade de medicina. Diplomando-se em 1868, ele retomou suas atividades militares no Exército, servindo como médico, no posto de Primeiro Cirurgião na Esquadra, entre os meses de fevereiro a dezembro de 1869. Ele foi nomeado e serviu como 2.º cirurgião, encarregado da 5.ª enfermaria do Hospital de Asunción, em substituição ao Dr. Severiano Braulio Monteiro, que seguira para o Rio de Janeiro. À época ele, embora um recém contratado, já havia prestado serviço, por muitos meses, no Hospital Flutuante,  e em outros navios da Esquadra.  
Rozendo soube conciliar a vida acadêmica, a militar e a de escritor e poeta. Ele iniciou suas atividades literárias na Revista Acadêmica Baiana. Sua estréia foi em 1860, quando publicou "Cantos d'Aurora". Em 1868, publicou Tributos e Crenças e José da Silva Pararanhos, Visconde do Rio Branco em (1877), Vôos ícaros, em (1880), Preito a Camões e em (1887), a biografia do seu pai, Moniz Barreto, o Repentista. O elogio histórico do Visconde do Rio Branco e o estudo sobre Moniz Barreto, o repentista, que mereceu de Saldanha Marinho e de Pinheiro Chagas entusiásticos louvores como indelével homenagem de amor filial — recomendam-no ao apreço dos cultores das letras pátrias. 
O colunista da revista Bahia Ilustrada, Astério de Campos, o equipara a Domingos Borges de Barros, Visconde de Pedra Branca, Guilherme de Castro Alves, irmão do autor de O navio negreiro, entre outros e lamenta a ausência destes insígnes literatos no rol dqueles que faziam parte da Academia de Letras da Bahia. 
O Dr. Rozendo Moniz, cujas obras foram condignamente julgadas por insígnes mestres brasileiros e estrangeiros quando viajou pelo Velho Mundo pouco antes de sua morte, foi aclamado pela imprensa de Lisboa e pela de Paris onde o Temps, um dos mais conceituados órgãos da imprensa francesa, ocupou-se detidamente de sua personalidade, em artigo honradíssimo para a literatura brasileira, chegando a traduzir as poesias A Victor Hugo e A Thiers, do festejado livro Tributos e Crenças, que o inspirado poeta baiano, em belíssimo e criterioso lance de reconhecimento, dedicou a Dom Pedro de Alcântara, ex-imperador do Brasil. 
No Rio de Janeiro, foi professor de Filosofia do Colégio Pedro II. Era amigo de Castro Alves. O Colégio Pedro II contava à época com dois titulares de filosofia, respectivamente Silvio Romero (Internato) e Rozendo Muniz Barreto (Externato).   Quando, em 1880, da disputa pela cadeira de filosofia, deu-se algo próximo, no mínimo, de um disparate, porquanto que, Sílvio Romero era um devoto e sectário de um materialismo energúmeno, enquanto que Rozendo era um católico fervoroso. Assim o sistema de escolha pendia para o improvável e e não professava nada além de um risco iminente.  Sílvio Romero que, aliás, teceu rasgados elogios ao poeta Rozendo: (SIC) "...ele foi um espírito voltejador que passou aqui e ali... [...] Inteligente, estudioso, fácil assimilador, o talento deste prestimoso baiano em tudo tocou com rapidez e destreza”. Além de poeta, Sílvio Romero destacou seu papel de ensaísta, no trabalho que dedicou ao seu pai."  Além do Colégio Pedro II, Rozendo lecionava também na Escola de Belas Artes.  
Segundo a descrição o articulista M. A. do jornal "A Noticia", ele era (SIC) "alto, feio, narigudo; usava umas grandes suissas; irritava-se facilmente, gritava e gesticulava desesperadamente à menor contrariedade. Os rapazes o chamavam, em vez de Rozendo  Moniz - Horrendo Nariz." Rozendo não conhecia a modéstia, era um franco, rude, um quase brutal quando o zangavam e, ao mesmo tempo, era bondoso e leal.
Depois de um longo período de enfermidade. Morreu e foi sepultado em 20 de fevereiro no Cemitério São Francisco Xavier, conforme atestado pela Nota de falecimento (SIC):

"Faleceu ontem, á meia noite, o dr. Rozendo Muniz Barreto, 
professor e literato muito conhecido nesta capital
 pelas suas brilhantes produções literárias. 
Enterrar-se-á o seu cadáver hoje, 
ás 5 horas da tarde, saindo o féretro 
da rua Santo Henrique n. 21..."

## Títulos
Cidadão brasileiro agraciado por governos estrangeiros no período de 24 de fevereiro de 1891 até 31 de dezembro de 1893 foi condecorado com o título honorifico de Comendador da Ordem de São Tiago por decreto do governo de Portugal de 5 de agosto de 1891 com a publicação oficial em 10 de agosto de 1891. Era professor do externato Ginásio Nacional no Rio de Janeiro. 

## Influência e viagens
Rozendo era um hugólatra. O lirismo vigoroso e soberbo de Victor Hugo seduziu-o e fascinou-o. É ele um dos mais fervorosos discípulos do grande poeta francês, cuja fascinação transpassou os oceanos e estendeu suas asas sobre outros escritores e amantes das letras da América Latina. 
Sua fascinação por Victor Hugo levou-o a conhecer Paris e, lá chegando, sua primeira aventura foi visitar o túmulo de Victor Hugo no Pantheon. Lá estando, o colunista M. A. de A Notícia,  assim diz: “o nosso poeta sacou do bolso um rolo de papel, com uma poesia em português intitulada “Ao Passamento de Victor Hugo”, e leu-a aí, solenemente, em voz alta, declamando-.
 Contudo ele causou uma grande e boa impressão tanto que acerca de seu livro de versos "Tributos e Crenças", o importante jornal parisiense Le Temps' publicou um extenso artigo, em que se leem os seguintes parágrafos:

(SIC)  "Um poeta que os brasileiros colocaram entre aqueles que lhes fazem mais honras, o sr. Rozendo Moniz Barreto trouxe-nos disse ele mesmo um novo testemunho debaixo da forma de um bonito volume de versos portugueses intitulado Tributos e Crenças, e dedicado ao imperador D. Pedro II no exílio e que é um compilado de composições destacadas, de uma inspiração elevada e de um belo feitio."

De Paris ele rumou, pouco depois para a terra de nossos antepassados lusitanos, onde foi recebido com um simpático acolhimento por parte da elite intelectual que reconheciam nele um poeta inquestionavelmente distinto, de ardente imaginação, de estro elevado e de nobres sentimentos. De fato sua fama ou o precedia ou se fazia de momento, tanto que naBahia chegou mesmo ele, durante certo tempo a ser considerado rival de Castro Alves e o seu poemeto "Canto de Guerra",  sobre a Batalha Naval do Riachuelo foi considerado um doa melhores espécimes da poesia marcial na língua portuguesa. 

## Obra
- (1860) - "Cantos da Aurora" (versos). [26]
- (1868) - “José Maria da Silva Paranhos, Visconde do Rio Branco". [nota 4]
- (1868) - "Tributos e Crenças". [nota 5] [28] [nota 6] [29]
- (1872) - "Favos e travos". Romance. B. L. Garnier - 305 páginas. [30]
- (1876) - "Exposição Nacional: notas e observações". Rio de Janeiro. Tipografia do Diário do Rio de Janeiro. [31]
- (1877) - "Vôos ícaros". [32] Tipografia do Imperial Instituto Artístico, Rua 1.º de março, n.º 21. [nota 7]
- (1880) - "Preito a Camões". Livro. Rio de Janeiro, tipografia e litografia de Moreira, Maximino & Cia. 51 páginas. [33]
  - (1880) - "Camões entre dois mundos". Ao Gabinete Português de Leitura. [nota 8]
- (1880) - (Tese) "Filosofia da História" ou "Filosofia Racional e Moral do Colegio D. Pedro II". Rio de Janeiro, Tipografia Nacional. [nota 9]
- (1887) - "Moniz Barreto, o Repentista”. Estudo.
- (1896) - "Extenuação por nímio estudo. Consideração de higiene pedagógica.” [nota 10]
  - (1896) Discurso sobre literatura no Instituto dos Bacharéis em Letras. [nota 11]